# Église Saint-Jacques de Cavirac
L'église Saint-Jacques de Cavirac est une église située à Belvianes-et-Cavirac, en France.

## Localisation
L'église est située sur la commune de Belvianes-et-Cavirac, dans le département français de l'Aude.

## Historique
L'édifice est inscrit au titre des monuments historiques en 1948.